# کاترین فیک
کاترین فیک (انگلیسی: Caterina Fake) کارآفرین و بازرگان اهل ایالات متحده آمریکا است.